# Netelia gansuana
Netelia gansuana är en stekelart som först beskrevs av Kokujev 1906.  Netelia gansuana ingår i släktet Netelia och familjen brokparasitsteklar. Inga underarter finns listade i Catalogue of Life.